# Снюрревод

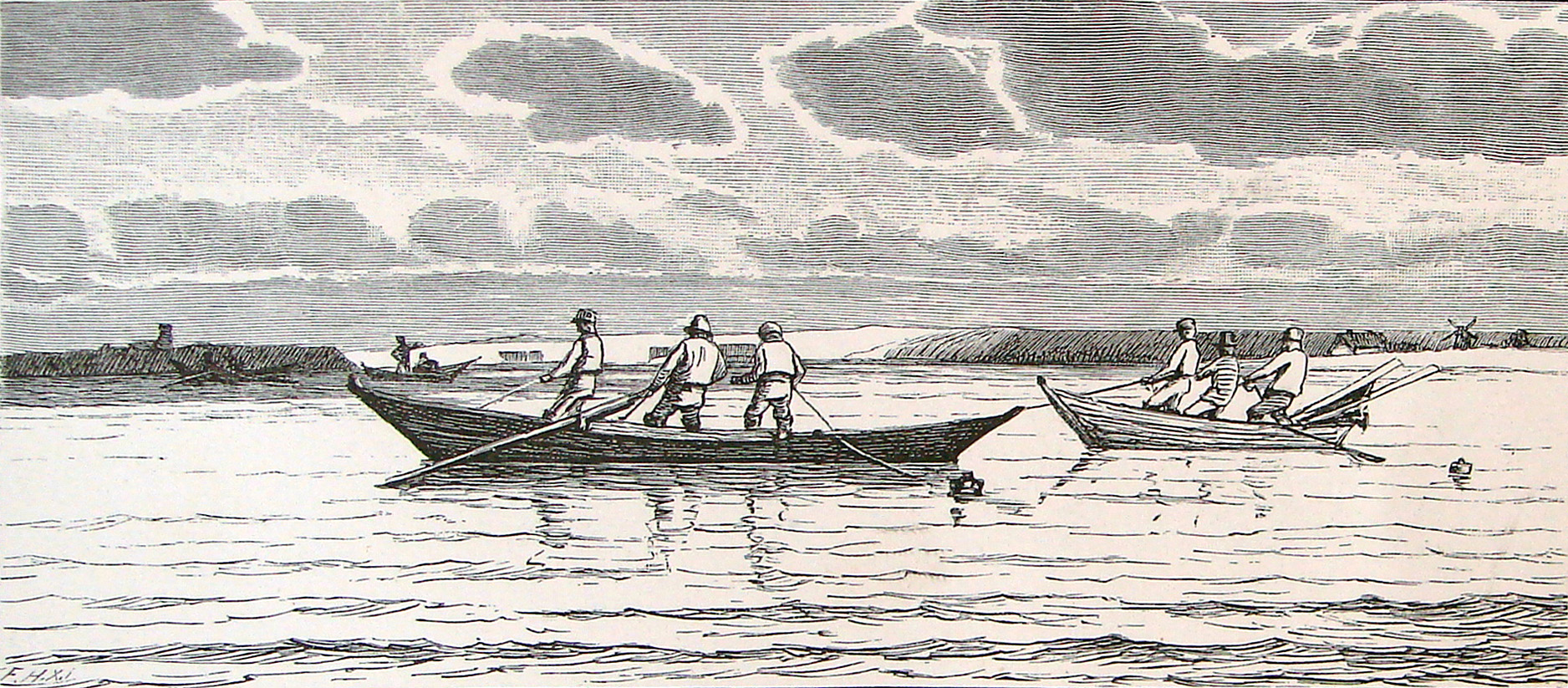
Снюрревод во фьорде, Дания. Автор: Hans Smidth (1838-1917)

Снюрреводы, или донные неводы, занимают промежуточное положение между тралирующими орудиями и обкидными неводами. Донный невод представляет собой сетной мешок, сходный с близнецовым тралом, но снабженный очень длинными урезами или ваерами, достигающими у крупных мутников 1500—2000 м. Неводом с урезами, как обкидным неводом, обметывают участок водоёма. Затем лебёдкой или ходом судна урезы стягивают, и они, идя по дну, взмучивают воду (отсюда название «мутник»), поднимая ил или песок. Это отпугивает рыбу и заставляет её отходить к центру обметанного пространства, по которому движется мутник. Мутники применяют в основном для лова донной рыбы, поэтому их иногда называют донными неводами.